# 紫雲出山
紫雲出山（しうでやま/しうんでやま）は、香川県三豊市にある山で、瀬戸内海に突き出た荘内半島内に位置する。瀬戸内海国立公園内にある。標高352メートルで、山頂の展望台からは東に備讃瀬戸や瀬戸大橋、水島臨海工業地帯、西に燧灘、南に四国山系、北は福山市や笠岡市の笠岡諸島などの山陽路と、360度見渡せる展望が広がっている。紫雲出山は頂上付近を除き、ほとんどを花崗岩で形成されている。山頂一帯に弥生時代中期の高地性集落の遺跡群があり、遺跡館が併設されている。山頂に至るドライブウェイのふもとには、竜宮城を模した公衆トイレが設置されている。1986年には林野庁などによる森林浴の森100選に、2004年には香川のみどり百選に、2018年には四国八十八景71番に選定されている。
「2019年行くべき52カ所の旅行先」としてニューヨークタイムズが第7位に選出し日本唯一ランクインした「瀬戸内の島々」の代表の写真が紫雲出山の夕暮れの桜であった。

## 山名の由来
浦島太郎伝説の詳細は浦島太郎#香川県三豊市詫間町の浦島伝説を参照。
詫間町に伝わる伝説によると、浦島太郎が青年時代住んでいた明神の里(現・箱浦)で玉手箱を開けた際に紫の煙が立ち上った事からつけられたという。紫雲出山周辺や荘内半島には浦島太郎にまつわる集落や地名が多数ある。

## ギャラリー

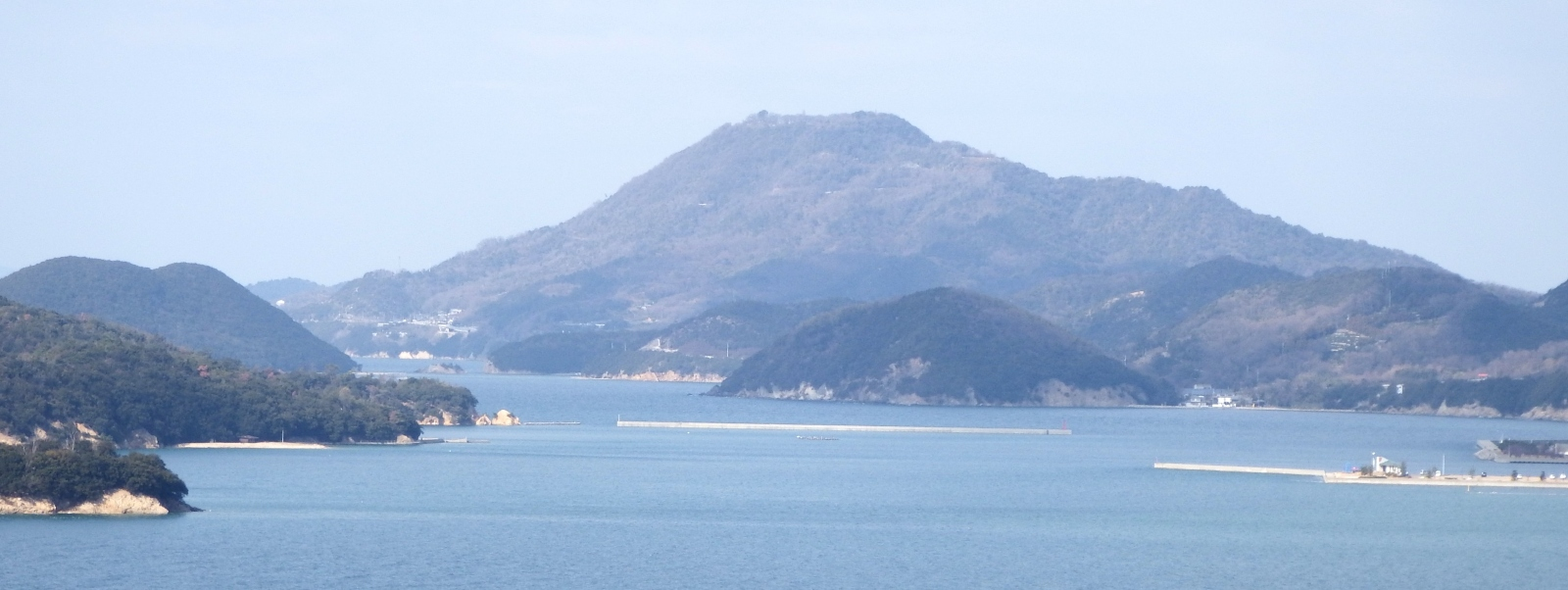
紫雲出山
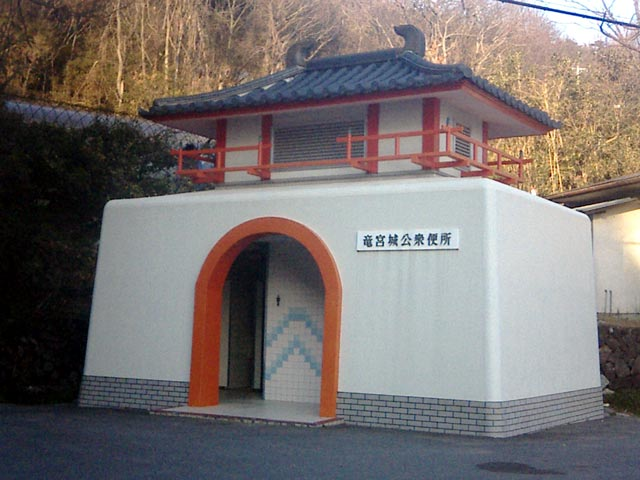
竜宮城公衆便所
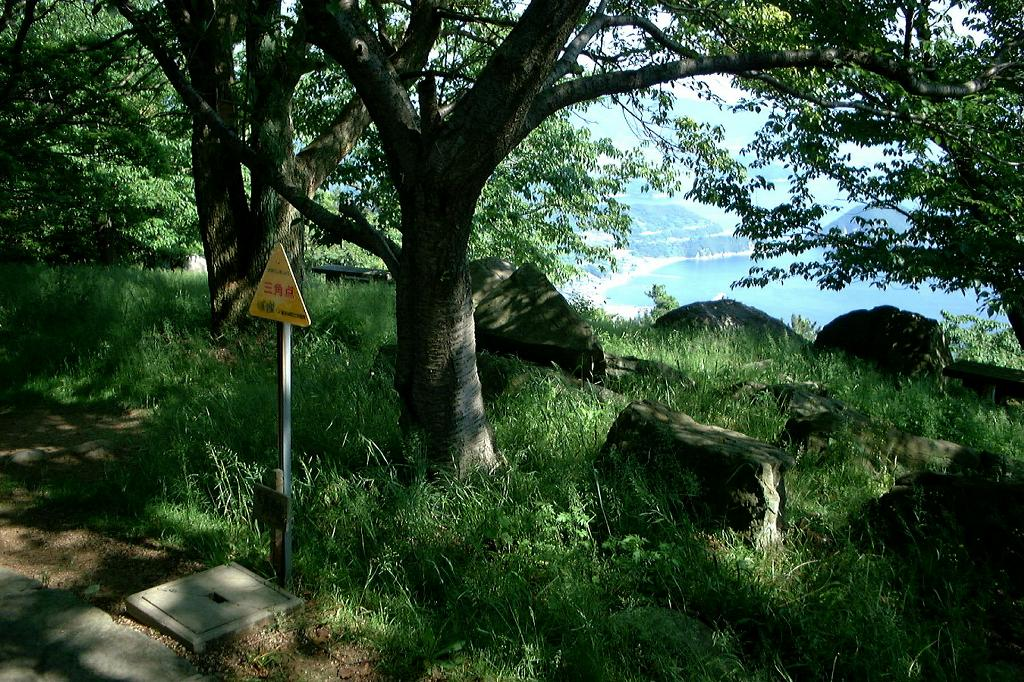
山頂三角点
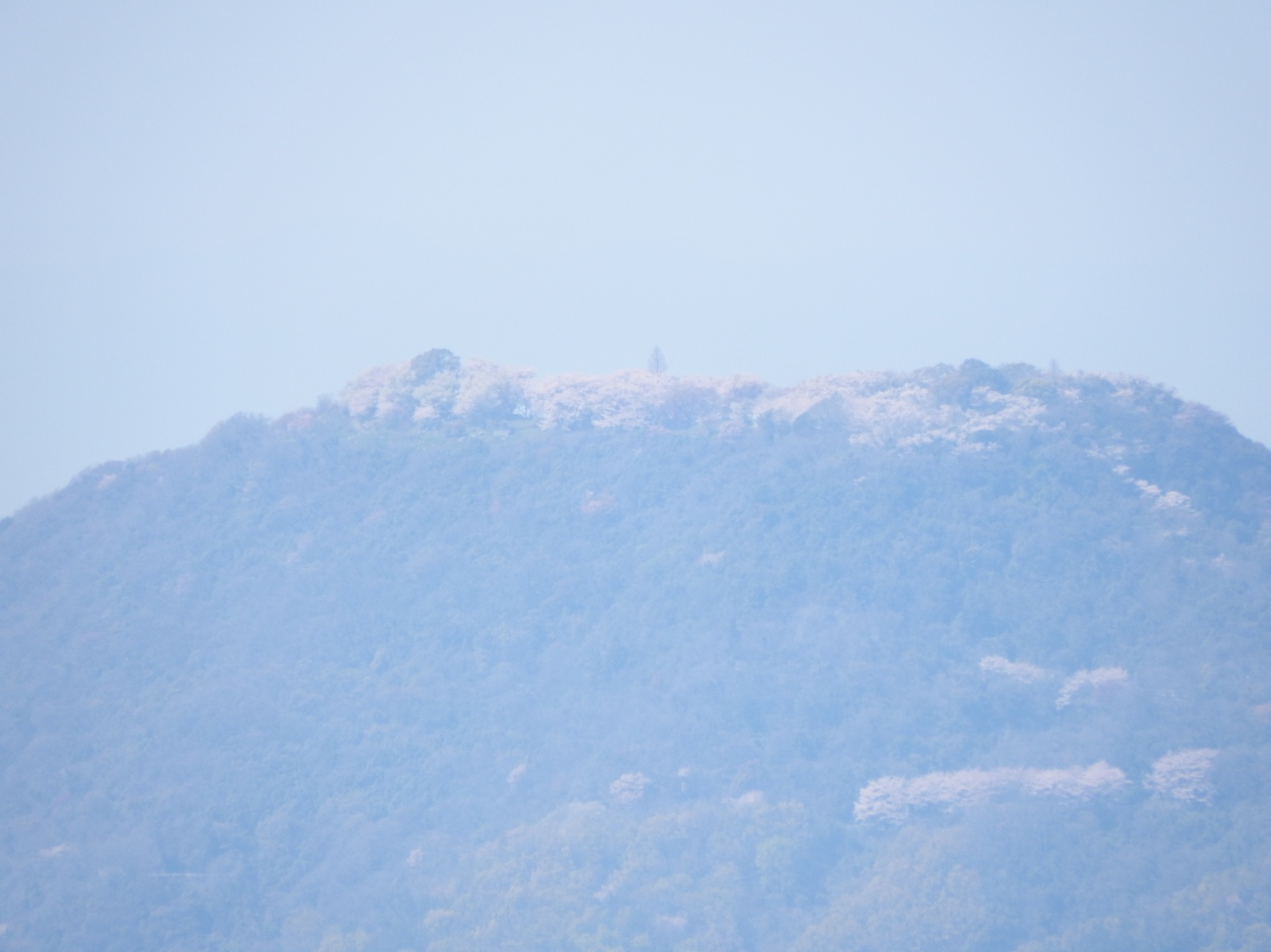
山頂の桜

## アクセス
鉄道から
- JR四国 ：詫間駅から三豊市コミュニティバス（詫間線・詫間三野線）乗車、大浜にて荘内線乗り換え

道路から
- 香川県道232号紫雲出山線 - 詫間湾側
- 香川県道234号大浜仁尾線 - 燧灘側